# Logi Geirsson
Logi Geirsson (Reikiavik, 10 de octubre de 1982) fue un jugador de balonmano islandés que jugaba tanto de extremo como de lateral izquierdo. Fue uno de los componentes de la Selección de balonmano de Islandia con la que disputó 297 partidos internacionales en los que ha anotó un total de 289 goles.
Sus lesiones en el hombro derecho le obligaron a retirarse de la práctica del balonmano en agosto de 2011, cuando aún no había cumplido los 29 años.

## Equipos
- FH Hafnarfjörður (-2004)
- TBV Lemgo (2004-2010)
- FH Hafnarfjörður (2010-2011)

## Palmarés

### TBV Lemgo
- Copa EHF 2006, 2010

### FH Hafnarfjörður
- Liga islandesa 2011